# Divisió de Meerut
La divisió de Meerut és una entitat administrativa de l'estat d'Uttar Pradesh formada per cinc districtes, amb capital a Meerut. Els districtes són:
- Districte de Meerut
- Districte de Bulandshahar
- Districte de Gutam Buddha Nagar
- Districte de Ghaziabad
- Districte de Bagpat

Sota domini britrànic fou una divisió de les Províncies Unides d'Agra i Oudh i abans de les Províncies del Nord-oest. Els rius principals eren el Jumna i el Ganges i la capital era Meerut. La superfície era de 29.272 km². La població era:
- 1881: 5.141.204
- 1891: 5.326.833
- 1901: 5.979.711

El 75% eren hinduistes, el 23% musulmans i hi havia alguns jains, aryes, cristians i sikhs. Administrativament estava format per sis districtes:
- Districte de Dehra Dun
- Districte de Saharanpur
- Districte de Muzaffarnagar
- Districte de Meerut
- Districte de Bulandshahr
- Districte d'Aligarh

Hi havia 112 ciutats i 7.713 pobles. Les ciutats principals eren Meerut (118.129 habitants el 1901 incloent el campament militar), Aligarh (70.434), Saharanpur (66.254), Hathras (42.578), Khurja (29.277), Dehra (28.095), Hardwar (25.597), Muzaffarnagar (23.444) i Deoband (20.167).